# Lucas Ribamar
Lucas Ribamar Lopes dos Santos Bibiano, mais conhecido apenas como Ribamar ou Ribagol  (Rio de Janeiro, 21 de maio de 1997), é um futebolista brasileiro que atua como centroavante. Pelo Thanh Hóa
Ribamar ficou conhecido pela sua emblemática passagem no Vasco da Gama.

## Infância e juventude
Ribamar nasceu na Cidade de Deus, bairro da zona oeste do Rio de Janeiro. Filho de pais separados, foi criado pela mãe, Fátima, que trabalhava como caixa de supermercado.

## Carreira

### Categorias de base
O começo de Ribamar no futebol foi no CFZ, onde se destacou em um teste. No entanto, sem dinheiro para bancar as despesas dos treinamentos, acabou fazendo novo teste no Botafogo, onde foi aprovado. No clube desde os 14 anos, Ribamar chamou a atenção em 2015 após marcar 17 gols em 37 jogos e se tornar artilheiro do Torneio Octávio Pinto Guimarães.

### Botafogo
Após bons números na temporada de 2015 nos juniores, o atacante foi integrado ao time principal do Botafogo em 2016. Entre os profissionais, marcou três gols no Campeonato Carioca de 2016, todos contra o Fluminense. Em março, renovou contrato com o alvinegro até 2018 e sua multa salarial foi fixada em 24 milhões de reais. Na Série A, fez seu primeiro gol em um Campeonato Brasileiro na vitória sobre o Atlético Paranaense por 2 a 1.

### 1860 München
Em julho de 2016, Ribamar foi negociado com o Apollon, do Chipre, por cerca de 2,5 milhões de euros (aproximadamente 9 milhões de reais). O clube cipriota, porém, desistiu da contratação e o atacante acertou com o TSV 1860 München, time da Segunda Divisão Alemã, pelo mesmo valor. A estreia no futebol europeu aconteceu no dia 27 de janeiro de 2017, na vitória por 2 a 1 diante do Greuther Fürth. Assombrado por lesões, Ribamar atuou apenas quatro vezes pela equipe alemã e, ao final da temporada 2016–17, com o rebaixamento do 1860 München para a Terceira Divisão, o jogador retornou ao Brasil livre no mercado.

### Atlético Paranaense
Em julho de 2017, o atacante assinou contrato com o Atlético Paranaense até o final de 2018. Marcou seu primeiro gol pelo rubro-negro na vitória por 1 a 0 contra o Vasco da Gama, fora de casa, em jogo válido pelo Campeonato Brasileiro. No início da temporada seguinte, teve o contrato renovado até o final de 2021. Entretanto, perdeu espaço no time principal ao longo do primeiro semestre e acabou despromovido à equipe de aspirantes antes de ser negociado.

### Pyramids
No dia 28 de junho de 2018, se transferiu para o Pyramids, do Egito, clube com o qual assinou contrato por três temporadas. Com menos de um mês no time, se envolveu em uma polêmica que culminou na demissão do técnico Alberto Valentim, também recém-chegado: o xeque Turki Al-Sheikh, dono do Pyramids, não estava satisfeito com o desempenho do time nas duas primeiras rodadas do Campeonato Egípcio e pediu que Valentim barrasse Ribamar, mas o treinador teria se recusado e, consequentemente, foi mandado embora. Logo depois, embora tenha feito os gols da vitória por 2 a 1 na partida contra o Tala'ea El Gaish, o atacante também foi desligado, por empréstimo.

### Ohod Al-Medina
No dia 18 de agosto de 2018, foi emprestado ao Ohod Al-Medina, da Arábia Saudita, até o dia 30 de junho de 2019.

### Vasco da Gama
No dia 19 de dezembro de 2018, foi confirmado seu empréstimo de dois anos ao Vasco da Gama. foi apresentado oficialmente pela equipe cruzmaltina no dia 27 de dezembro de 2018. No dia 20 de fevereiro, Ribamar Marcou o seu primeiro gol com a camisa cruzmaltina, na vitória contra o Serra, pela Copa do Brasil. No dia 4 de julho, Ribamar junto de mais três jogadores do Vasco, foram comunicados que não viajariam para a pré-temporada em Foz do Iguaçu, e que também não estariam mais nos planos do clube. Porém, para o jogo contra o Bahia no dia 7 de setembro, Ribamar voltou a ser relacionado. No jogo seguinte, contra a Chapecoense na Arena Condá, Ribamar marcou o primeiro gol da partida, que terminou com o placar de 2 a 1 a favor do Cruzmaltino. No clássico diante do Botafogo, pela 26ª rodada do Campeonato Brasileiro, Ribamar marcou um belo gol de fora da área, o segundo do Vasco na partida, que terminou com o placar de 2 a 1 a favor do Gigante da Colina. Pela 34ª rodada do Brasileirão, no clássico diante do Flamengo, Ribamar aos 48 minutos do segundo tempo marcou o gol de empate do Cruzmaltino, na partida que terminou com o placar de 4 a 4.
Em 22 de dezembro de 2020, faltando nove dias para o término do contrato, Ribamar entrou em um acordo com o Vasco e foi liberado para deixar o clube. Ao todo, disputou 64 partidas e marcou oito gols.

### América Mineiro
No dia 9 de março de 2021, após rescindir com o Pyramids e ficar sem clube, Ribamar foi anunciado como o terceiro reforço do América-MG para a temporada, assinando contrato até dezembro de 2021. No dia seguinte foi apresentado oficialmente no CT do clube.
Estreou pelo Coelho no dia 1 de abril, na vitória por 2 a 1 sobre o Uberlândia. Ribamar entrou no lugar de Marcelo Toscano aos 19 minutos do 2° tempo, sendo elogiado e deixando boa impressão. Marcou seu primeiro gol pelo América no dia 8 de abril, no empate de 1 a 1 sobre o Patrocinense, válido pela 8a rodada do Campeonato Mineiro. Ribamar entrou aos 33 minutos do 2° tempo e após apenas 12 minutos em campo, marcou o gol de empate que salvou o América da derrota.
No dia 15 de dezembro, Ribamar teve seu vínculo com o clube mineiro encerrado, jogou 33 partidas e marcou três gols pelo time.

### Ponte Preta
Em 01 de fevereiro de 2022, foi anunciado como novo reforço da Ponte Preta.
Em 06 de janeiro de 2023, o atacante deixou a Ponte Preta, para acertar com a Chapecoense.

### Chapecoense
Em 10 de janeiro de 2023, foi anunciado como novo reforço da Chapecoense.
Em 27 de julho de 2023, Ribamar e a diretoria entraram em comum acordo para a rescisão de contrato.

### Náutico
Em 27 de julho de 2023, após rescindir com a Chapecoense, acertou a contratação com o Náutico.

## Seleção Brasileira

### Sub-20
Em abril de 2016, foi convocado pela Seleção Brasileira Sub-20 para um período de treinamentos na Granja Comary, em Teresópolis.

## Títulos
Atlético Paranaense
- Campeonato Paranaense: 2018

Vasco da Gama
- Taça Guanabara: 2019

### Prêmios individuais
| Ano  | Premiação                      | Prêmio              | Time     | Resultado | Ref.   |
| ---- | ------------------------------ | ------------------- | -------- | --------- | ------ |
| 2016 | Melhores do Campeonato Carioca | Revelação           | Botafogo | Venceu    | [ 40 ] |
| 2016 | Melhores do Campeonato Carioca | Melhor 1.º atacante | Botafogo | Venceu    | [ 40 ] |